# 567 v.Chr.
Het jaar 567 v.Chr. is een jaartal volgens de christelijke jaartelling.

## Gebeurtenissen

### China
- Het koninkrijk Lu vernietigt het koninkrijk Zeng.

### Egypte
- Farao Amasis mengt zich in binnenlandse zaken en de bevordering van relaties met zijn buren.